# Mistrovství Evropy v ledolezení 2020
Mistrovství Evropy v ledolezení 2020 (anglicky UIAA Ice Climbing European Championships) proběhlo 24.-25. ledna 2020 ve švýcarském Saas-Fee v ledolezení na obtížnost a rychlost jako závod světového poháru v ledolezení 2020 v zimní sezóně 2019/2020.

## Průběh závodů
Výsledky byly odečtené ze závodu SP. V lezení na obtížnost vyhrál Francouz Louna Ladevant a zbylé medaile získali ruští závodníci.

### Češi na ME
Aneta Loužecká skončila na 21. a 11. místě.

### Výsledky mužů a žen
| obtížnost                         | obtížnost                 | rychlost             | rychlost                |
| --------------------------------- | ------------------------- | -------------------- | ----------------------- |
| muži                              | ženy                      | muži                 | ženy                    |
| 1. Louna Ladevant                 | 1. Marija Tolokoninová    | 1. Anton Nemov       | 1. Irina Dubovcevová    |
| 2. Nikolaj Kuzovlev               | 2. Sina Goetz             | 2. Vadim Malshchukov | 2. Marija Tolokoninová  |
| 3. Dmitriy Grebennikov            | 3. Marion Thomas          | 3. Nikita Glazyrin   | 3. Valerija Bogdanová   |
|                                   |                           |                      |                         |
| 4. Yannick Glatthard              | 4. Jekatěrina Vlasovová   | 4. Nikolaj Kuzovlev  | 4. Ekaterina Timokhina  |
| 5. Vadim Malshchukov              | 5. Laura Von Allmen       | 5. Vladislav Iurlov  | 5. Naděžda Galljamovová |
| 6. Nikolay Primerov               | 6. Marianne van der Steen | 6. Tristan Ladevant  | 6. Alena Vlasovová      |
| 7. Alexander Karandashev          | 7. Enni Bertling          | 7. Maxim Vlasov      | 7. Marion Thomas        |
| 8. Kevin Huser                    | 8. Valerija Bogdanová     | 8. Pauli Salminen    | 8. Lea Beck             |
| 9. Linus Beck 9. Tristan Ladevant | 9. Naděžda Galljamovová   | 9. Jonathan Brown    | 9. Vivien Labarile      |
| 9. Linus Beck 9. Tristan Ladevant | 10. Olga Kosek            | 10. Andreas Gantner  | 10. Enni Bertling       |
| 6 finalistů                       | 7 finalistek              | 9 finalistů          | 14 finalistek           |
| 12 semifinalistů                  | 15 semifinalistek         | —                    | —                       |
| 41 mužů                           | 25 žen                    | 22 mužů              | 18 žen                  |